# إنجه كوي
إنجه كوي (بالتركية: İnciköy)‏ أو إنجه اختصارًا (بالتركية: İnci)‏ هي إحدى محلَّات مُديريَّة ولاية أرضروم بتركيا. تبعد المحلَّة مائة وعشرين كيلومترًا عن مركز ولاية أرضروم وثلاثةٍ وعشرين كيلومترًا عن مركز قضاء أولتي. تقع المحلَّة شمال غرب أولتي، وترتبط بطريق أرضروم—أردهان السريع رقم D.062 عبر طريقٍ ريفي بطول 14.3 كيلومتر يمر عبر ناحية إكدەلي (بالتركية: İğdeli)‏.